# Pettstadt
Pettstadt (bambergisch: Bäddschdodd) ist eine Gemeinde im Süden des oberfränkischen Landkreises Bamberg und zählt zur Metropolregion Nürnberg.

## Geografie

### Geografische Lage
Die Gemeinde liegt im Regierungsbezirk Oberfranken ca. acht Kilometer südlich von Bamberg an der Mündung der Rauhen Ebrach in die Regnitz. Nördlich des Ortes liegen die Waldschutzgebiete Wolfsruhe und Wasserwand. 

### Nachbargemeinden
Nachbargemeinden sind (von Norden beginnend im Uhrzeigersinn): Bamberg, Strullendorf, Hirschaid, Frensdorf und Stegaurach.

### Gemeindegliederung
Es gibt vier Gemeindeteile (in Klammern sind der Siedlungstyp und die Einwohnerzahlen Stand 1. Juli 2024 angegeben):
- Eichenhof (Weiler, 22)
- Neuhaus (Dorf, 36)
- Pettstadt (Pfarrdorf, 2148)
- Schadlos (Weiler, 30)
- Kraftwerk (0)

Es existiert nur die Gemarkung Pettstadt.

## Geschichte

### Bis zur Gemeindegründung
Um das Jahr 1070 wurde Pettstadt erstmals als „Betestat“ erwähnt, das damals noch zur Pfarrei Amlingstadt gehörte. Der Name des Ortes geht auf den Personennamen Petto zurück, der um das Jahr 1000 im fränkisch-thüringischen Raum relativ häufig war. Im Jahr 1399 kam es zur Einrichtung der Pfarrei Pettstadt. 1754 erfolgte der Bau der Barockkirche durch den Architekten Johann Jakob Michael Küchel. Der Ort gehörte zum Domkapitel Bamberg des Hochstifts Bamberg, das ab 1500 im Fränkischen Reichskreis lag, und kam mit diesem beim Reichsdeputationshauptschluss von 1803, wie weite Teile Frankens, zu Bayern (Siehe auch Geschichte Frankens). Bei den Verwaltungsreformen in Bayern entstand mit dem Gemeindeedikt von 1818 die heutige Gemeinde.

### Verwaltungsgemeinschaft
Zu Jahresbeginn 2002 löste sich die Gemeinde von der im Zuge der Gebietsreform in Bayern gegründeten Verwaltungsgemeinschaft Frensdorf. Pettstadt und Frensdorf haben seither als Einheitsgemeinden eigene Verwaltungen.

### Einwohnerentwicklung
Im Zeitraum 1988 bis 2018 wuchs die Gemeinde von 1.400 auf 2.009 um 609 Einwohner bzw. um 43,5 %.
| Jahr      | 1987 | 1991 | 1995 | 2000 | 2005 | 2010 | 2015 | 2023 |
| --------- | ---- | ---- | ---- | ---- | ---- | ---- | ---- | ---- |
| Einwohner | 1411 | 1518 | 1750 | 1829 | 1966 | 1949 | 1968 | 2214 |

## Religion
Laut Zensus am 9. Mai 2011 sind 74,4 % der Einwohner römisch-katholisch und 11,6 % evangelisch-lutherisch. 14,0 % haben eine andere Religion oder sind konfessionslos.

## Politik

### Bürgermeister
Erster Bürgermeister ist seit 2014 Jochen Hack (Freie Wählergemeinschaft), der 2014 bei zwei Gegenkandidaten 53,27 % der Stimmen erhielt und 2020 ohne Gegenkandidaten mit 89,05 % der Stimmen wiedergewählt wurde. Sein Vorgänger war Jürgen Schmitt (Freie Wählergemeinschaft), der seit dem Jahr 2002 als Nachfolger von Joseph Hack (Freie Wählergemeinschaft) im Amt war und 2008 mit 92,30 % der Stimmen wiedergewählt wurde.

### Gemeinderat
Die Gemeinderatswahlen seit 2002 ergaben folgende Sitzverteilungen:
| Partei/Liste                   | Sitze | Sitze | Sitze | Sitze |
| Partei/Liste                   | 2020  | 2014  | 2008  | 2002  |
| ------------------------------ | ----- | ----- | ----- | ----- |
| CSU                            | 3     | 3     | 2     | 3     |
| SPD                            | 2     | 2     | 2     | 2     |
| Freie Wählergemeinschaft (FWG) | 5     | 4     | 5     | 5     |
| Bürgernahe Liste (BNL)         | 4     | 3     | 3     | 2     |
| Gesamt                         | 14    | 12    | 12    | 12    |

### Wappen
| Wappen von Pettstadt | Blasonierung: „Geteilt und oben gespalten von Silber und Rot, unten Blau, darauf schräg gekreuzt ein goldenes Ruder und ein goldener Schmiedehammer, belegt mit einer silbernen Krone.“ |
| Wappen von Pettstadt | Wappenführung seit 1983. |

## Sehenswürdigkeiten und Sonstiges

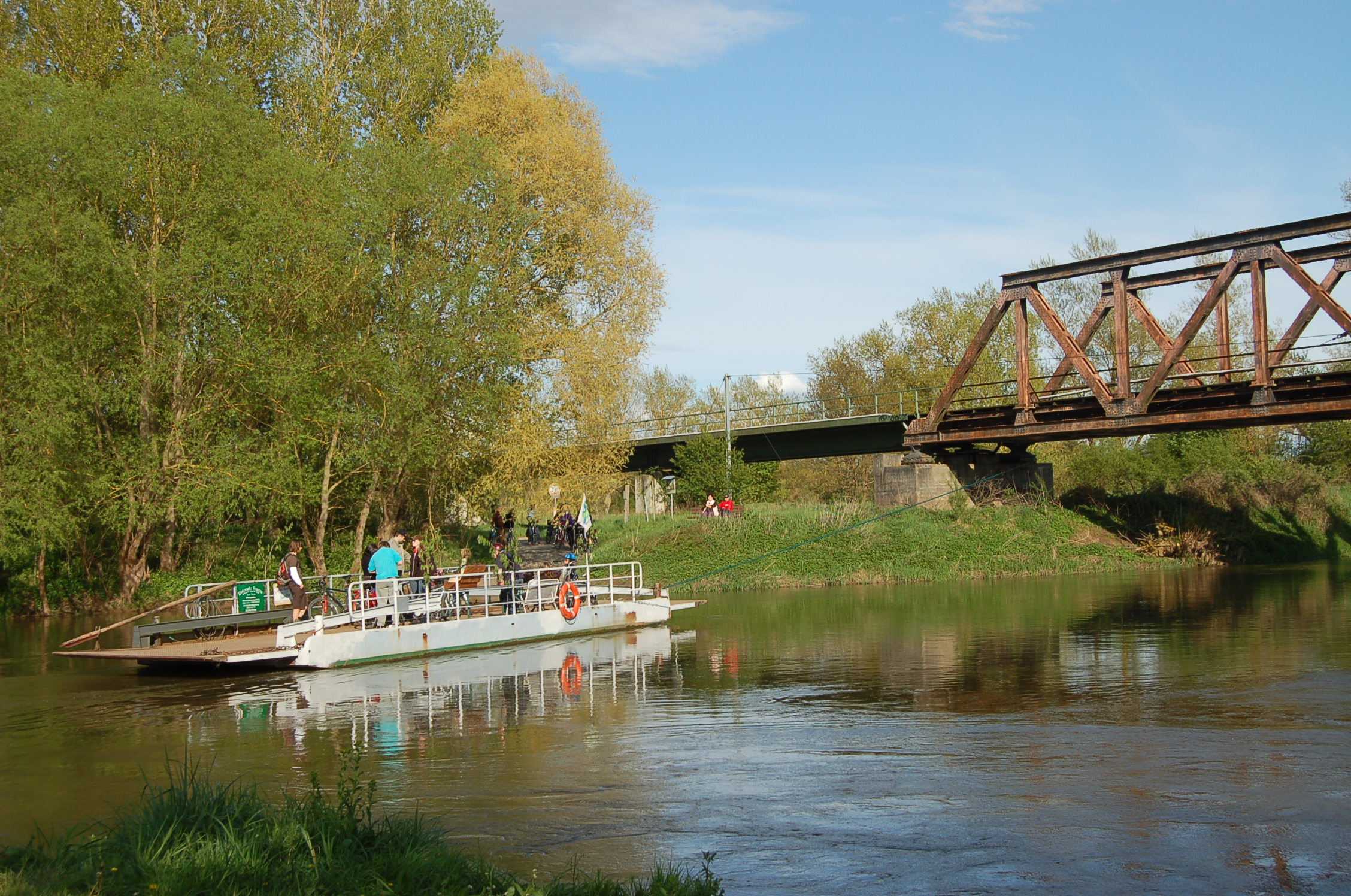
Fähre Pettstadt

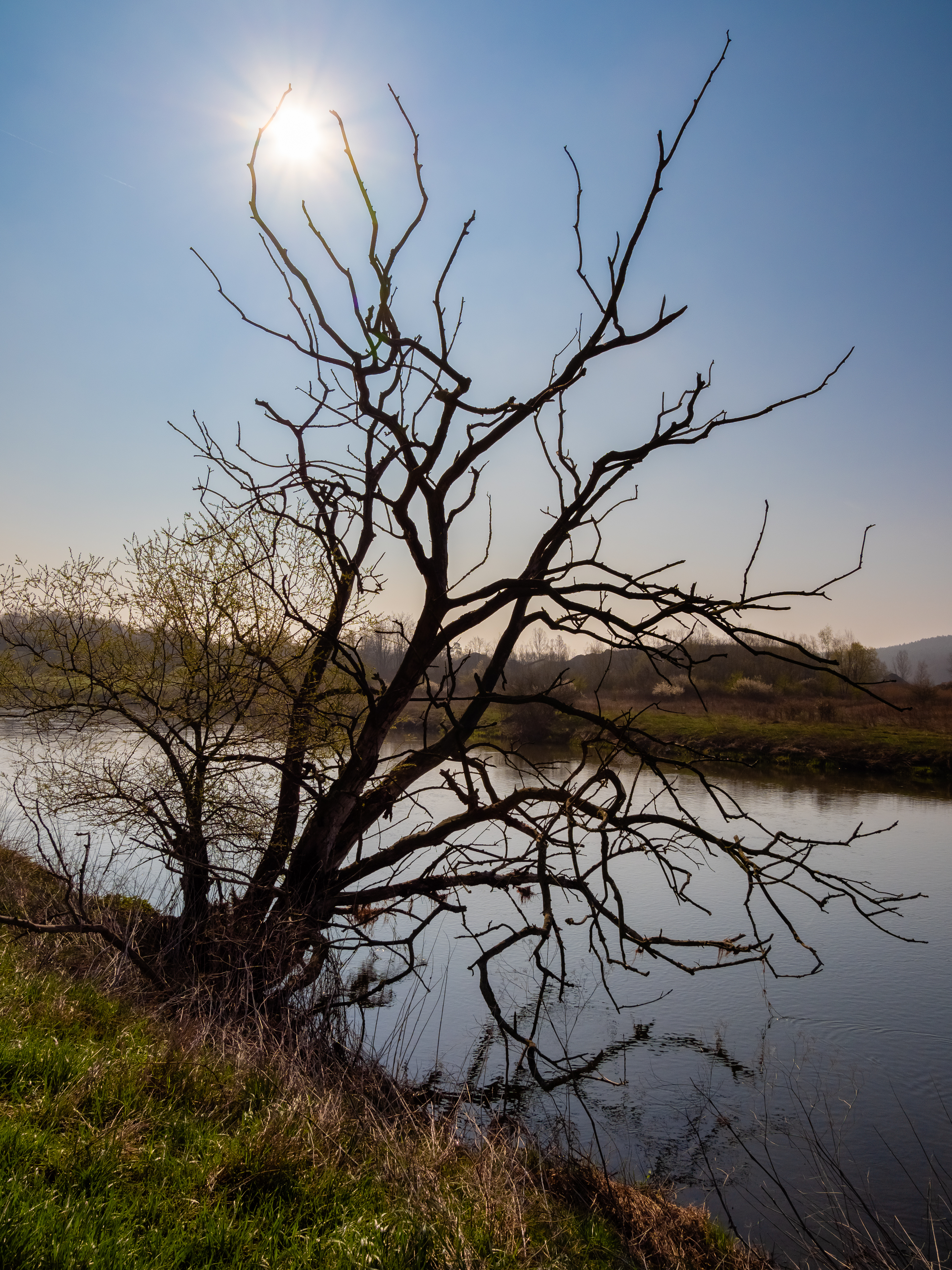
Regnitzaue

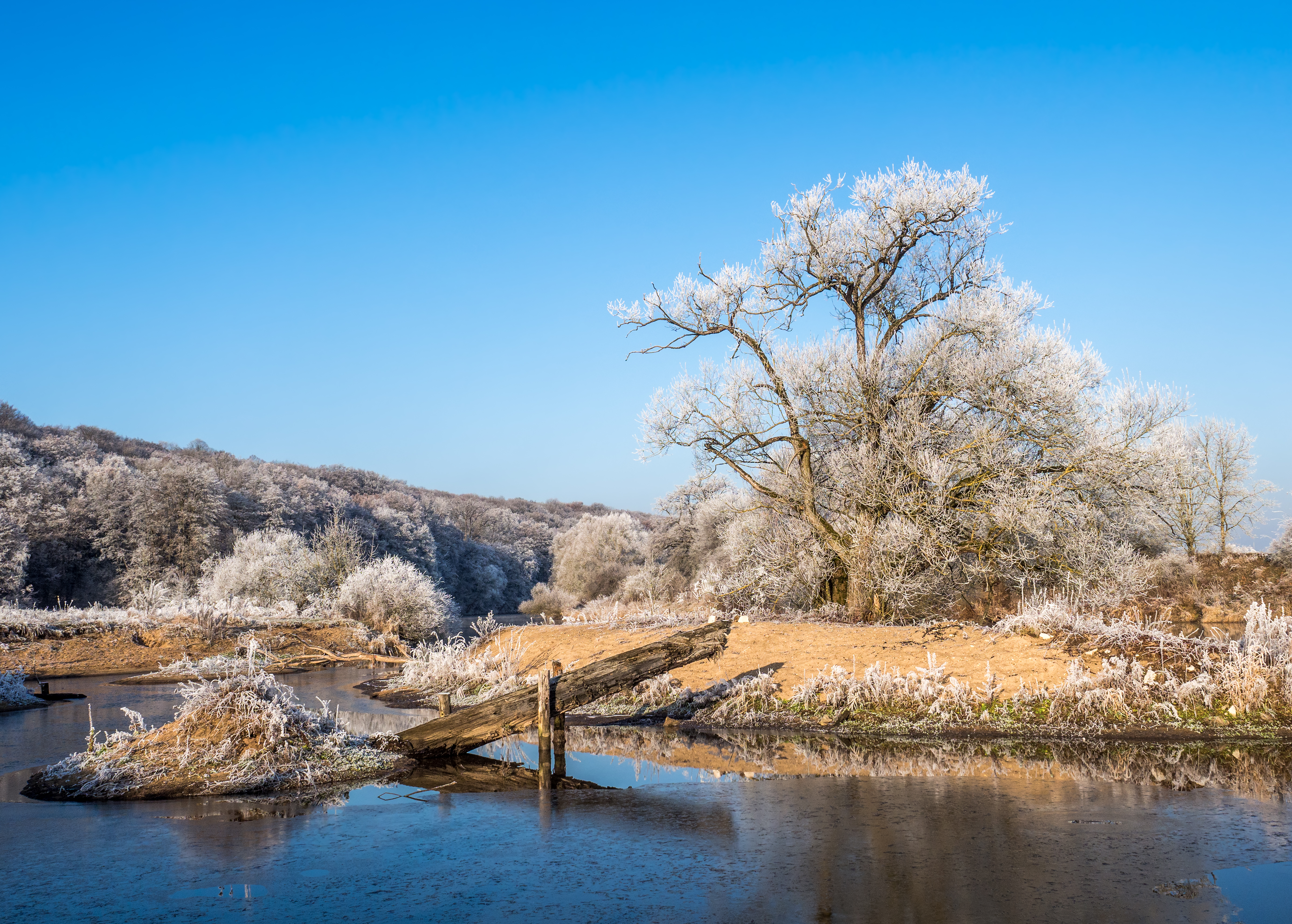
Mit Raureif überzogene Weide an der Regnitz zwischen Pettstadt und Bamberg

Pettstadt besitzt eine Barockkirche des Baumeisters Michael Küchel, die Pfarrkirche Mariä Geburt.
Eine Besonderheit Pettstadts ist die Pettstadter Fähre, die einzige Gierfähre in Oberfranken, die etwas östlich des Dorfes über die Regnitz führt. Sie ist von Frühjahr bis Herbst in Betrieb und eine beliebte Zwischenstation für Wander- und Fahrradausflüge.
Der Pettstadter Schmied, der 1910 verstorbene Schmiedemeister Sebastian Schubert, war ein regional bekanntes Original. Um die Jahrhundertwende soll er zu vorgerückter Stunde im Wirtshaus der Aufforderung einer Gendarmeriestreife zum Verlassen des Lokals nicht nachgekommen sein. Stattdessen antwortete er: „Des mach ich, wie ich mooch“ (Das mache ich, wie ich mag). Der Vorfall wurde angezeigt. Der Richter am Königlich Bayerischen Amtsgericht zu Bamberg sprach den Angeklagten frei, da er kein beleidigendes oder auflehnendes Verhalten erkannte. Daraus entwickelte sich der im Bamberger Land bekannte Spruch „Mach’s wie der Pettstadter Schmied“ als Aufforderung, eigenverantwortlich zu entscheiden. Dem Pettstadter Schmied wurde in der Ortsmitte ein steinernes Denkmal gesetzt.
Durch Pettstadt verläuft die Bahnstrecke Strullendorf–Ebrach, auf der noch Güterverkehr stattfindet.

## Wirtschaft
Im Jahr 2022 erzielte Pettstadt Einnahmen aus der Gewerbesteuer in Höhe von 0,84 Millionen Euro. Mit einem Gewerbesteuerhebesatz von 320 % zählt die Gemeinde zu den steuerlich attraktivsten Standorten Deutschlands. Pettstadt ist etwa steuerlich deutlich günstiger als Nürnberg (Gewerbesteuerhebesatz 467 %).

## Sport und Vereine
Aus dem örtlichen Vereinsleben entwickelten sich zahlreiche Veranstaltungen wie das Pettstadter Straßenfest am dritten Wochenende im Juli, das von Bürgern des ganzen Landkreises besucht wird.
Die vier größten Vereine, der Sportverein Pettstadt (SVP), der Freihand Schützenverein Pettstadt (FSV), der Anglerverein Rauhe Ebrach (ARE) sowie der Musik- und Gesangverein (MGV), sind auch überregional erfolgreich. Seit 2006 gibt es in der Gemeinde einen sehr aktiven Obst- und Gartenbauverein (OGV).

## Brauereien
Die letzte Brauerei, die Brauerei Leonhard Schrauder, schloss 1991.